# NHL Entry Draft 1999
NHL Entry Draft 1999 był 37. draftem NHL w historii. Odbył się w dniach 26 czerwca 1999 w FleetCenter w Bostonie. Rozlosowano 9 rund. Z numerem 1 został wydraftowany Czech Patrik Štefan do Atlanta Thrashers.

## Draft 1999

### Runda 1
| #  | Zawodnik               | Narodowość        | Drużyna NHL                                              | Klub macierzysty           |
| -- | ---------------------- | ----------------- | -------------------------------------------------------- | -------------------------- |
| 1  | Patrik Štefan (C)      | Czechy            | Atlanta Thrashers (z Tampa Bay przez Vancouver)          | Long Beach Ice Dogs (IHL)  |
| 2  | Daniel Sedin (LS)      | Szwecja           | Vancouver Canucks                                        | MODO)                      |
| 3  | Henrik Sedin (C)       | Szwecja           | Vancouver Canucks                                        | MODO)                      |
| 4  | Pavel Brendl (PS)      | Czechy            | New York Rangers (z Chicago przez Vancouver i Tampa Bay) | Calgary Hitmen (WHL)       |
| 5  | Tim Connolly (C)       | Stany Zjednoczone | New York Islanders                                       | Erie Otters (OHL)          |
| 6  | Brian Finley (B)       | Kanada            | Nashville Predators                                      | Barrie Colts (OHL)         |
| 7  | Kris Beech (C)         | Kanada            | Washington Capitals                                      | Calgary Hitmen (WHL)       |
| 8  | Taylor Pyatt (LS)      | Kanada            | New York Islanders (z Los Angeles)                       | Sudbury Wolves (OHL)       |
| 9  | Jamie Lundmark (C)     | Kanada            | New York Rangers (z Calgary)                             | Moose Jaw Warriors (WHL)   |
| 10 | Branislav Mezei (O)    | Słowacja          | New York Islanders (z Montrealu)                         | Belleville Bulls (OHL)     |
| 11 | Oleg Saprykin (C)      | Rosja             | Calgary Flames (z New York Rangers)                      | Seattle Thunderbirds (WHL) |
| 27 | Jani Rita (PS)         | Finlandia         | Edmonton Oilers                                          | Jokerit                    |
| 18 | Kanstancin Kalcou (LS) | Białoruś          | Pittsburgh Penguins                                      | Siewierstal Czerepowiec    |
| 19 | Kiriłł Safronow (O)    | Rosja             | Phoenix Coyotes (z New York Rangers)                     | SKA Sankt Petersburg       |
| 26 | Martin Havlát (C)      | Czechy            | Ottawa Senators                                          | HC Oceláři Trzyniec        |
| 27 | Ari Ahonen (B)         | Finlandia         | New Jersey Devils                                        | JYP                        |
| 28 | Kristián Kudroč (O)    | Słowacja          | New York Islanders (z Dallas)                            | HC VTJ MEZ Michalovce      |

### Runda 2
| #  | Zawodnik               | Narodowość        | Drużyna NHL                                       | Klub macierzysty                  |
| -- | ---------------------- | ----------------- | ------------------------------------------------- | --------------------------------- |
| 29 | Michal Sivek (C)       | Czechy            | Washington Capitals (z Tampa Bay)                 | Velvana Kladno (Czechy)           |
| 30 | Luke Sellars (O)       | Kanada            | Atlanta Thrashers                                 | Ottawa 67’s (OHL)                 |
| 31 | Charlie Stephens (C)   | Kanada            | Washington Capitals (from Vancouver via Colorado) | Guelph Storm (OHL)                |
| 32 | Michael Ryan (C)       | Stany Zjednoczone | Dallas Stars (from New York Islanders)            | Northeastern University (NCAA)    |
| 33 | Jonas Andersson (PS)   | Szwecja           | Nashville Predators                               | AIK J20                           |
| 34 | Ross Lupaschuk (LW)    | Kanada            | Washington Capitals                               | Prince Albert Raiders (WHL)       |
| 35 | Milan Bartovič (PS)    | Słowacja          | Buffalo Sabres (Los Angeles)                      | HC Dukla Trenczyn                 |
| 36 | Aleksiej Siemionow (O) | Rosja             | Edmonton Oilers (z Chicago)                       | Sudbury Wolves (OHL)              |
| 41 | Tony Salmelainen (LS)  | Finlandia         | Edmonton Oilers (wyrównawczo)                     | HIFK                              |
| 42 | Mike Commodore (O)     | Kanada            | New Jersey Devils (wyrównawczo)                   | University of North Dakota (NCAA) |
| 43 | Andriej Szefier (LS)   | Rosja             | Los Angeles Kings (wyrównawczo)                   | Siewierstal Czerepowiec           |
| 54 | Andrew Hutchinson (O)  | Stany Zjednoczone | Nashville Predators (z Colorado, wyrównawczo)     | Michigan State University (NCAA)  |
| 65 | Ján Lašák (B)          | Słowacja          | Nashville Predators (wyrównawczo)                 | HKm Zvolen                        |

### Runda 3
| #  | Zawodnik                | Narodowość        | Drużyna NHL                                       | Klub macierzysty       |
| -- | ----------------------- | ----------------- | ------------------------------------------------- | ---------------------- |
| 69 | René Vydarený (O)       | Słowacja          | Vancouver Canucks                                 | HK Trnava              |
| 70 | Niklas Hagman (LS)      | Finlandia         | Florida Panthers                                  | HIFK                   |
| 76 | František Kaberle (O)   | Czechy            | Los Angeles Kings (Chicago)                       | MODO)                  |
| 77 | Craig Anderson (B)      | Stany Zjednoczone | Calgary Flames (z Calgary przez New York Rangers) | Guelph Storm (OHL)     |
| 78 | Mattias Weinhandl (LS)  | Szwecja           | New York Islanders (z Montrealu)                  | IF Troja-Ljungby       |
| 93 | Branko Radivojevič (PS) | Słowacja          | Colorado Avalanche (z Colorado przez Nashville)   | Belleville Bulls (OHL) |
| 95 | André Lakos (O)         | Austria           | New Jersey Devils (z New Jersey przez Toronto)    | Barrie Colts (OHL)     |
| 96 | Mathias Tjärnqvist (PS) | Szwecja           | Dallas Stars (z Dallas przez New York Islanders)  | Rögle                  |

### Runda 4
| #   | Zawodnik          | Narodowość        | Drużyna NHL                      | Klub macierzysty         |
| --- | ----------------- | ----------------- | -------------------------------- | ------------------------ |
| 99  | Rob Zepp (B)      | Kanada            | Atlanta Thrashers (z Vancouver)  | Plymouth Whalers (OHL)   |
| 101 | Juraj Kolník (PS) | Słowacja          | New York Islanders               | Rimouski Océanic (QMJHL) |
| 110 | Jonathan Zion (O) | Kanada            | Toronto Maple Leafs (z Edmonton) | Ottawa 67’s (OHL)        |
| 115 | Ryan Malone (LS)  | Stany Zjednoczone | Pittsburgh Penguins              | Omaha Lancers (USHL)     |

### Runda 5
| #   | Zawodnik                | Narodowość        | Drużyna NHL                       | Klub macierzysty               |
| --- | ----------------------- | ----------------- | --------------------------------- | ------------------------------ |
| 131 | Konstantin Panow (LS)   | Rosja             | Nashville Predators               | Kamloops Blazers (WHL)         |
| 132 | Roman Tvrdoň (C)        | Rosja             | Washington Capitals               | HC Dukla Trenczyn              |
| 138 | Ryan Miller (B)         | Stany Zjednoczone | Buffalo Sabres (z Floridy)        | Michigan State Spartans (NCAA) |
| 141 | Maksim Rybin (LS)       | Czechy            | Mighty Ducks of Anaheim           | Spartak Moskwa                 |
| 157 | Władimir Maleńkich (LS) | Czechy            | Pittsburgh Penguins (wyrównawczo) | Łady Togliatti                 |

### Runda 6
| #   | Zawodnik                 | Narodowość | Drużyna NHL                                              | Klub macierzysty             |
| --- | ------------------------ | ---------- | -------------------------------------------------------- | ---------------------------- |
| 160 | Konstantin Rudienko (LS) | Kazachstan | Philadelphia Flyers (z Vancouver)                        | Siewierstal Czerepowiec 2    |
| 164 | Martin Prusek (B)        | Czechy     | Ottawa Senators (z Los Angeles przez Colorado i Chicago) | HC Vítkovice (ekstraliga)    |
| 165 | Michael Leighton (B)     | Kanada     | Chicago Blackhawks                                       | Windsor Spitfires (OHL)      |
| 182 | Fiodor Fiodorow (C)      | Rosja      | Tampa Bay Lightning (z Toronto przez New York Islanders) | Port Huron Border Cats (UHL) |
| 183 | Riku Hahl (C)            | Finlandia  | Colorado Avalanche                                       | HPK                          |

### Runda 7
| #   | Zawodnik               | Narodowość | Drużyna NHL         | Klub macierzysty          |
| --- | ---------------------- | ---------- | ------------------- | ------------------------- |
| 191 | Martin Erat (PS)       | Czechy     | Nashville Predators | HC Zlín                   |
| 196 | Wadim Tarasow (B)      | Kazachstan | Montreal Canadiens  | Mietałłurg Nowokuźnieck   |
| 197 | Arto Laatikainen (O)   | Finlandia  | New York Rangers    | Blues                     |
| 210 | Henrik Zetterberg (LS) | Szwecja    | Detroit Red Wings   | Timrå                     |
| 212 | Radim Vrbata (PS)      | Czechy     | Colorado Avalanche  | Gatineau Olympiques (OHL) |

### Runda 8
| #   | Zawodnik           | Narodowość | Drużyna NHL                     | Klub macierzysty           |
| --- | ------------------ | ---------- | ------------------------------- | -------------------------- |
| 228 | Radek Martínek (O) | Czechy     | New York Islanders (z Edmonton) | HC Czeskie Budziejowice    |
| 230 | Petr Tenkrát (PS)  | Czechy     | Mighty Ducks of Anaheim         | HC Kladno                  |
| 241 | Douglas Murray (O) | Szwecja    | San Jose Sharks (z Ottawy)      | New York Apple Core (EJHL) |

### Runda 9
| #   | Zawodnik                  | Narodowość | Drużyna NHL                                      | Klub macierzysty                        |
| --- | ------------------------- | ---------- | ------------------------------------------------ | --------------------------------------- |
| 245 | Tommi Santala (C)         | Finlandia  | Atlanta Thrashers                                | Jokerit                                 |
| 249 | Igor Szczadiłow (O)       | Rosja      | Washington Capitals (z Washington przez Chicago) | Dinamo Moskwa                           |
| 257 | Hannes Hyvönen (PS)       | Finlandia  | San Jose Sharks                                  | Blues                                   |
| 262 | Aleksiej Litwinienko (O)  | Kazachstan | Phoenix Coyotes                                  | Torpedo Ust-Kamienogorsk                |
| 261 | Andrew McPherson (LS)     | Kanada     | Pittsburgh Penguins                              | Rensselaer Polytechnic Institute (NCAA) |
| 264 | Georgijs Pujacs (O)       | Łotwa      | Boston Bruins                                    | Dinamo Ryga 81                          |
| 269 | Konstantin Gorowikow (LS) | Rosja      | Ottawa Senators                                  | SKA Sankt Petersburg                    |